# Stephany Zreik
Stephany Karina Zreik Torres (sinh ngày 25 tháng 12 năm 1995) là một người mẫu và hoa hậu đến từ Venezuela.
Cô tham gia cuộc thi Hoa hậu Trái Đất Venezuela 2019 và đoạt danh hiệu Á hậu 3. Sau đó, cô được chỉ định làm đại diện cho quốc gia này tại Hoa hậu Trái Đất 2020 do cuộc thi cấp quốc gia ấn bản năm 2020 bị hủy bỏ vì ảnh hưởng của đại dịch COVID-19. Ở đấu trường Hoa hậu Trái Đất 2020, cô xuất sắc đoạt vương miện Hoa hậu Không khí (tương đương Á hậu 1).
Với danh hiệu Hoa hậu Không khí, cô đã giúp Venezuela sở hữu tất cả 4 vương miện của cuộc thi Hoa hậu Trái Đất bao gồm Trái Đất, Không khí, Nước và Lửa.